# Miniere del Fursil

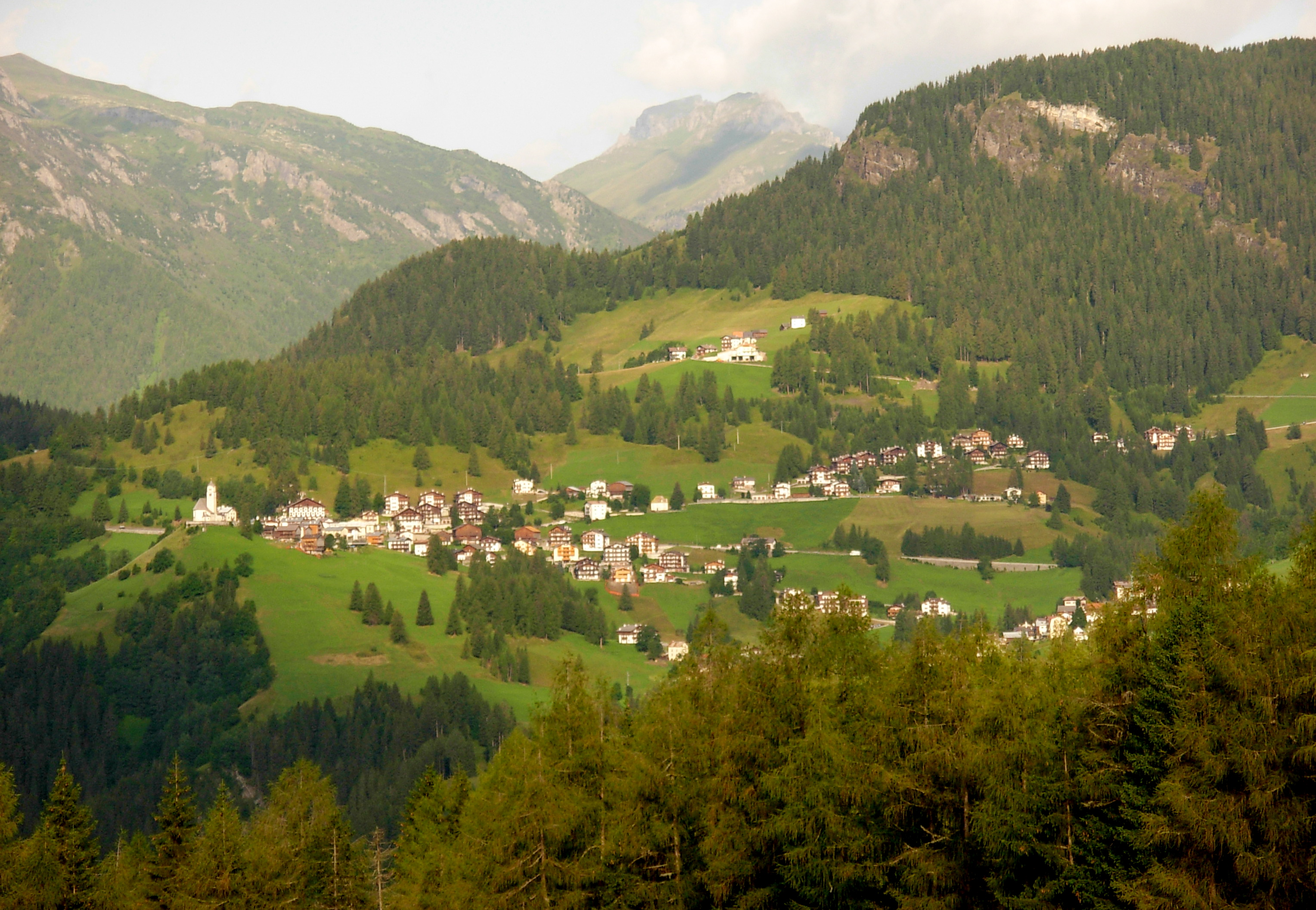
Il paese di Colle Santa Lucia, sulle pendici del Monte Pore (2.405 m), dove si situano le miniere del Fursil

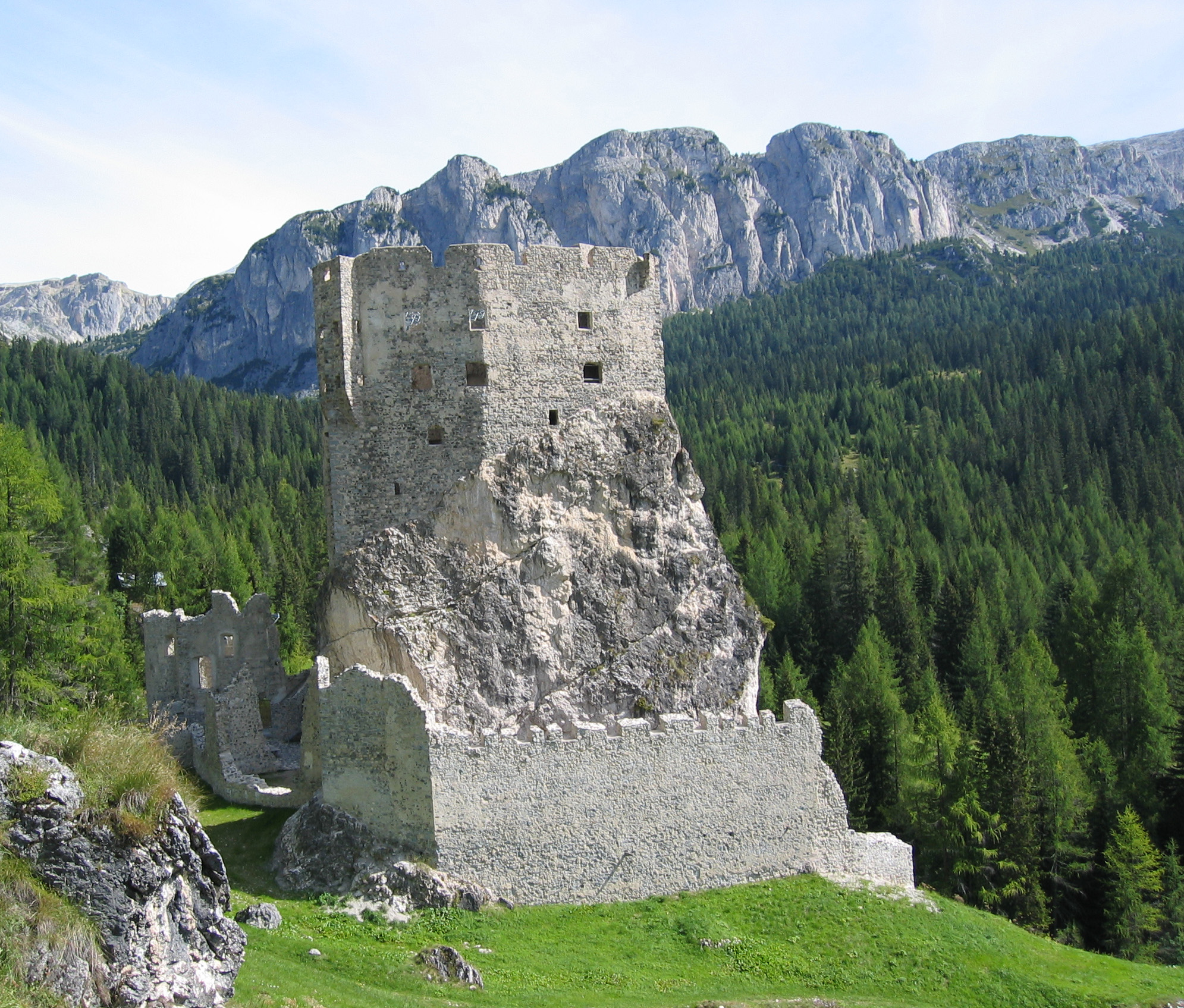
Il castello di Andraz, sede del giudizio di Livinallongo, il cui castellano occupava anche il ruolo di amministratore delle miniere durante il medioevo.

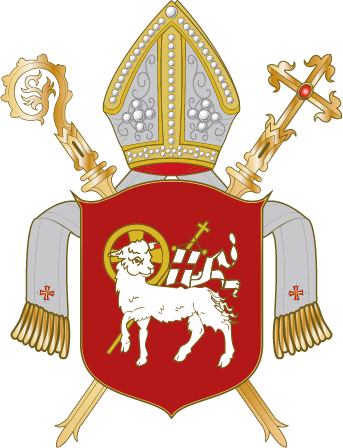
Stemma del Principato Episcopale di Bressanone. Venne usato come sigillo sui lingotti, da cui il nome di "ferro agnello"

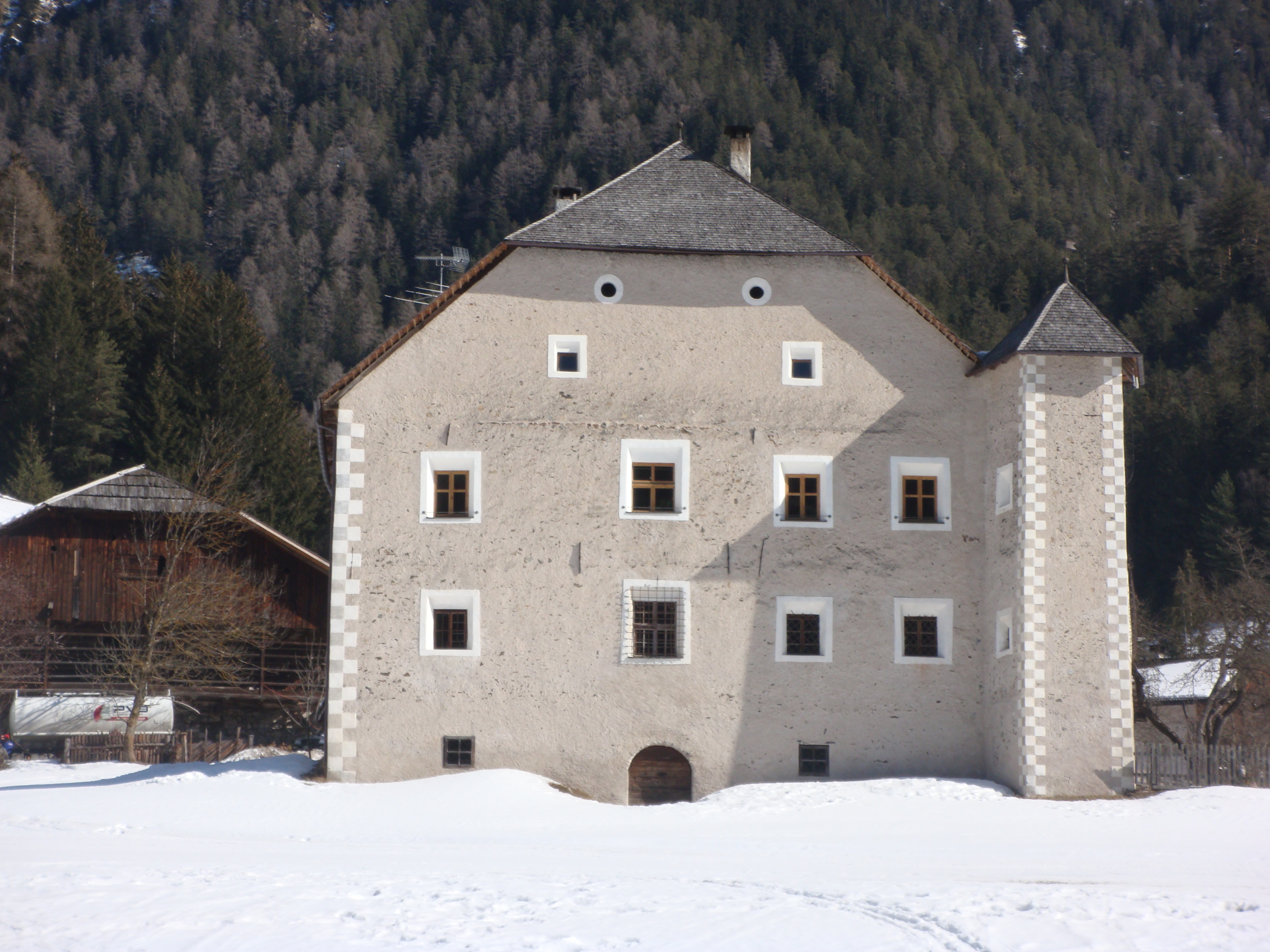
Ciasa dl Maier a Piccolino, sede dell'amministratore delle miniere e delle fonderie episcopali dal XVI secolo in poi.

Le miniere del Fursil sono un sito minerario in comune di Colle Santa Lucia alle pendici del Monte Pore, nelle Dolomiti. 
Per molti secoli qui si è estratta la siderite manganesifera, un minerale molto prezioso grazie all'elevata percentuale di manganese (4-5%) dalla cui lavorazione era possibile ottenere un ferro ricercato per la produzione di armi bianche. Lungo il periodo di sfruttamento delle miniere, il minerale estratto fu una fondamentale risorsa economica non solo per l'area circostante ma per un sistema produttivo territoriale che alimentava un'area compresa fra Bressanone e Belluno, e un sistema commerciale che si allargava a livello europeo.
Collocate all'interno del Principato vescovile di Bressanone, al confine con la Repubblica di Venezia, furono luogo di tensioni ma anche d'intensi scambi commerciali e culturali che posero tale territorio, seppur marginale, al centro di interessi ben oltre la sfera regionale. 

## Storia
Le miniere di Colle Santa Lucia, ai piedi del monte Pore vengono citate per la prima volta in un documento del 1177. Nel corso del 1176 l'Imperatore Federico Barbarossa viene sconfitto nella Battaglia di Legnano dai comuni che componevano la Lega Lombarda alleati simbolicamente con Papa Alessandro III. L'anno successivo l'imperatore prova a risolvere la questione dei suoi possedimenti e del suo ruolo politico con la diplomazia, avviando le trattative di pace direttamente con il pontefice, il quale però non ottenendo la condivisione dei comuni componenti la Lega, per evitare rappresaglie è costretto a rifugiarsi a Venezia ospite del Doge Sebastiano Ziani. In questo modo viene dato il via alla pace di Venezia, in un documento datato 20 maggio 1177 Papa Alessandro III riconosce le proprietà imperiali del Fursil. Successivamente l'Imperatore Federico Barbarossa in un documento datato 5 settembre 1177 concede il controllo delle Miniere del Fursil (fodinas ferri, quę apud Fursilum repertę sunt) all'Abbazia di Novacella la quale era posta a sua volta sotto il diretto controllo del Principato Vescovile di Bressanone.
Il documento sancisce il passaggio, assieme a diversi masi dell'area all'Abbazia di Novacella, sita nei pressi di Bressanone. Abbastanza fondata è l'ipotesi di uno sfruttamento delle miniere già in precedenza. A sostenere tale ipotesi non esistono tracce archeologiche dirette, ma un cippo, posto sulla sommità del monte Pore, riporta un’iscrizione in venetico, documentando una frequentazione antica del luogo, e quindi, forse, anche alla conoscenza delle vene metallifere della zona. A rafforzare tale ipotesi concorre anche la toponomastica; l’etimologia del toponimo Fursil o Fersili, a seconda delle diverse ipotesi, è probabilmente o di origine romana o venetica oppure retica. Tale toponimo oltre che essere antico richiama comunque le risorse minerarie del luogo.

### Medioevo
Il territorio delle Miniere comprendente il Castello di Andraz, una volta passato sotto il controllo dell'abbazia di Novacella, viene dato in feudo alla famiglia Pouchenstein e successivamente alla famiglia Schöneck. Nel 1316 la castellania di Andraz è venduta da parte di Paul von Schöneck a Guadagnino della famiglia degli Avoscano, famiglia che in quel momento estendeva la propria influenza sull'intero agordino e alto Cordevole. La politica di Guadagnino si dimostrò fin da subito ambigua. Si riconosceva infatti suddito e feudatario dei Principi-vescovi di Bressanone per quanto riguardava le castellanie di Andraz e Rocca Pietore, ma al tempo stesso portava avanti però gli interessi dei da Camino, di cui era alleato. I da Camino e gli Avoscano estrometterono dall'amministrazione delle miniere il legittimo proprietario, ossia l'abazia di Novacella (feudataria ormai a sua volta del Principato episcopale di Bressanone); all'atto pratico inoltre i minatori e amministratori provenienti dal principato brissinese, tra cui pusteresi, fodomi e badioti, vengono man mano sostituiti da minatori veneti e cadorini. Questa situazione si protrae per qualche decennio, finché le ingerenze venete non furono più tollerate e Bressanone procedette con l'assedio di Andraz e l'espulsione degli Avoscano nel 1350.
Nel 1363 il Tirolo passa sotto gli Asburgo. Negli anni successivi Venezia che ormai era diventata una potenza politica ed economica inizia ad allargare i propri possedimenti verso l'entroterra, iniziano così i primi scontri fra i Conti del Tirolo e la Repubblica di Venezia.
Nel 1420 in seguito all'offensiva del Doge che conquista il Friuli, il Cadore scioglie il giuramento di fedeltà al Patriarcato Ecclesiastico di Aquileia votando la dedizione alla Repubblica di Venezia, le due potenze vengono così a diretto contatto. 
Nello stesso periodo, le miniere vengono nuovamente reclamate dall'abazia di Novacella, che però non dimostrò poi alcun interesse ad amministrarle direttamente, affittandole invece al miglior offerente. Amministratori privi d’interessi a lungo termine, non s’impegnarono mai a difendere i diritti dell'abbazia e a porre fine allo sfruttamento promiscuo avviato dagli Avoscano. Le ingerenze da parte della Repubblica di Venezia, che ormai controllava il Bellunese, sulle miniere del Pore era giustificato dal fatto che il minerale estratto dal Fursil, conosciuto come “ferro agnello”, grazie alla elevata percentuale di manganese, era considerato di altissima qualità e molto richiesto per a forgiatura di lame. Nei secoli seguenti i contenziosi attorno al diritto di sfruttamento delle miniere non ebbero tregua fino alla guerra tra l’Impero e Venezia del 1508, dopo la quale il totale controllo del vescovo di Bressanone sulle miniere non venne più conteso da Venezia.

### Età moderna
L'età moderna, che si apre storicamente con la scoperta dell'America del 1492, inizia con la continuazione delle contese per il controllo dei territori di confine fra i quali è interessato anche quello di Colle Santa Lucia per il controllo delle Miniere del Fursil. La Guerra fra Austria e Venezia 1508/1511 pone fine alle contese che avranno una conclusione definitiva con il Processo di Trento 1533/35.
Nel 1543 diventa Principe-Vescovo di Bressanone Cristoforo Madruzzo, che contemporaneamente è anche Principe-Vescovo di Trento e nel 1555 affida le miniere al fratello Nicolò, separando il ruolo dell'amministrazione delle miniere dalla carica di castellano di Andraz. Sotto i Madruzzo lo sfruttamento delle miniere del Fursil diventa un obiettivo prioritario del Principato e avviano la costruzione di un insieme di infrastrutture che permettano d’incrementare l'estrazione e la lavorazione del minerale del monte Pore, creando un ente ad hoc per Inoltre adottano una serie di misure per eliminare il contrabbando del prezioso minerale verso il Cadore, pratica avviata e incoraggiata dagli Avoscano e tollerata dagli amministratori successivi; sostituendolo invece ad una proficua esportazione regolare verso i forni di Cencenighe, Caprile e Alleghe. Tali fucine continueranno a lavorare quasi esclusivamente minerale estratto dalle miniere del Fursil fino ai primi decenni del XVII secolo.
Una fonderia nel castello di Andraz esisteva già, ma in questa fase di riorganizzazione economica , un’altra ne viene costruita nel 1589, mentre nel 1608 avvenne il potenziamento di un altro forno già esistente a valle del passo Valparola verso la Val Badia (attuale Malga Valparola), e l'avvio della fucina a Piccolino, presso San Martino in Badia. Il bosco di Arparora viene acquistato appositamente dai Madruzzo alle monache di Castel Badia per rifornire di carbone il forno di Valparola. Le fucine di Piccolino si trovano invece in un tratto di fondovalle della Val Badia che faceva parte dei possedimenti episcopali nel giudizio di Tor, in posizione vantaggiosa per lo sfruttamento del torrente Gadera e del bosco di Plaies. Questi impianti sono estremamente all'avanguardia per la zona, abituata a piccole fonderie e fucine. Il forno di Valparola ad esempio è di tipo preindustriale a forgia catalana ad alimentazione idraulica. Nei pressi della fucina di Piccolino, la più importante dell'intero sistema, viene fatta erigere una nuova sede dell'amministrazione delle miniere e delle fucine episcopali. Per mettere in collegamento la miniera del Fursil, il Castello di Andraz, il forno del Valparola e la fucina di Piccolino verrà stesa una strada apposita che prenderà il nome di strada de la Vena (in ladino tru o troi dla Vena).

### Età contemporanea
Nel XVIII secolo l’estrazione di metalli in Europa subisce una forte crisi, dovuta alla convenienza dell'importazione di materie prime dalle colonie. Così anche le miniere del Fursil cessano la loro attività quasi millenaria, nel 1753 e due anni dopo verranno man mano chiuse tutte le fonderie e fucine dipendenti dalla materia prima estratta dal Fursil. Per tutto il XIX Secolo, le Miniere del Fursil rimangono inutilizzate. Nel 1938 però, sotto l'impulso dell'governo fascista, che punta ad una maggiore autosufficienza di materie prime, la ditta Breda di Milano si interessa al sito ed inizia la ricerca di minerale sul Monte Pore. Tale attività avrà vita breve. Dopo avere recuperato vecchie gallerie e costruite delle nuove, l'esperimento della Breda cessa nel 1945.
A partire dal 2010, il Comune di Colle Santa Lucia in collaborazione con l'Istitut Cultural Ladin Cesa de Jan avvia un progetto di recupero e musealizzazione delle miniere del Fursil, rendendole accessibili a visite guidate nel periodo estivo.

## La Strada de la Vena
Ugualmente è stato avviato un progetto di recupero della strada stesa appositamente per agevolare il trasporto del minerale grezzo verso le fonderie. La "Strada de la Vena" (in ladino fodom: troi de la Vena; in ladino badioto: tru dla Vena) prende il suo nome dal termine vena; come si deduce da una lettura dei registri della miniera, tale termine fu usato dagli amministratori di lingua tedesca e ladina per indicare una "partita" o un "carico" di ferro, probabilmente una mal interpretazione del termine italiano di vena. Uno studio realizzato dalla facoltà di architettura dello IUAV, ha proposto una ricostruzione di quello che poteva essere il percorso seguito dalla strada sia verso i forni di Selva di Cadore e di Caprile, in territorio della Repubblica di Venezia, sia verso nord e i forni di Andraz, Valparola e Piccolino situati nel Principato vescovile di Bressanone. Tale tratturo è stato ricostruito, con qualche licenza necessaria, dati i cambiamenti subiti dal paesaggio nel tempo, a scopo escursionistico e collega le miniere del Fursil con il Castello di Andraz e il Passo di Valparola da una parte e con Selva di Cadore e Caprile dall'altra. Mentre l'infrastruttura stradale dalle miniere fino al Passo di Valparola venne costruita appositamente per agevolare lo sfruttamento del Monte Pore, dal passo Valparola fino a Piccolino la "strada de ferro" si innestava in una strada già esistente che collegava la Val Badia a Cortina d'Ampezzo e allo stesso Fodom.